# 季姆琴基 (涅德里蓋利夫區)
50°46′24″N 34°5′40″E / 50.77333°N 34.09444°E
蒂姆琴基（烏克蘭語：Тимченки）是位於烏克蘭東北部的村莊，由蘇梅州羅姆內區的維利沙納市鎮負責管轄。該村分別距離維利沙納1.5公里和薩埃韋2公里，海拔高度160米，2001年人口330。